# Lavrîkiv, Jovkva
Lavrîkiv (în ucraineană Лавриків) este localitatea de reședință a comunei Lavrîkiv din raionul Jovkva, regiunea Liov, Ucraina.

## Demografie
Componența lingvistică a localității Lavrîkiv
     Ucraineană (99,74%)
     Alte limbi (0,26%)
Conform recensământului din 2001, majoritatea populației localității Lavrîkiv era vorbitoare de ucraineană (99,74%), existând în minoritate și vorbitori de alte limbi.